# Associazione Sportiva Siracusa 1958-1959
Questa voce raccoglie le informazioni riguardanti l'Associazione Sportiva Siracusa nelle competizioni ufficiali della stagione 1958-1959.

## Rosa
| N. |                   | Ruolo | Calciatore         |
| -- | ----------------- | ----- | ------------------ |
|    | Italia (bandiera) | P     | Massimo Bellagamba |
|    | Italia (bandiera) | A     | Maurizio Cerbara   |
|    | Italia (bandiera) | D     | Angelo Cislaghi    |
|    | Italia (bandiera) | C     | Stelio Darin       |
|    | Italia (bandiera) | C     | Sandro Esposito    |
|    | Italia (bandiera) | C     | Salvatore Favilla  |
|    | Italia (bandiera) |       | Fiore              |
|    | Italia (bandiera) | C     | Giuseppe Franzò    |
|    | Italia (bandiera) | D     | Carlo Gambini      |
|    | Italia (bandiera) |       | Grassi             |
|    | Italia (bandiera) | C     | Graziano Milanesi  |

| N. |                   | Ruolo | Calciatore           |
| -- | ----------------- | ----- | -------------------- |
|    | Italia (bandiera) | C     | Loris Mora           |
|    | Italia (bandiera) | C     | Mario Panigada       |
|    | Italia (bandiera) | A     | Damiano Pulvirenti   |
|    | Italia (bandiera) | A     | Giuseppe Racca       |
|    | Italia (bandiera) | A     | Giuseppe Radaelli    |
|    | Italia (bandiera) | C     | Felice Resta         |
|    | Italia (bandiera) | A     | Salvatore Rubino     |
|    | Italia (bandiera) | D     | Bartolomeo Tarantino |
|    | Italia (bandiera) | C     | Valerio Troilo       |
|    | Italia (bandiera) | P     | Mario Zeni           |